# John Horgan
Pour les articles homonymes, voir Horgan.
John Horgan, né le 7 août 1959 à Victoria (Colombie-Britannique) et mort le 12 novembre 2024 dans la même ville, est un homme politique canadien. 
Il est le 35e premier ministre de la Colombie-Britannique du 18 juillet 2017 au 18 novembre 2022, poste qu'il occupe en sa fonction de chef du Nouveau Parti démocratique de la Colombie-Britannique, qu'il occupe de 2014 à 2022.

## Biographie
Né le 7 août 1959 à Victoria en Colombie-Britannique, John Horgan grandit à Saanich au nord de Victoria. À l'âge de 18 mois, il perd son père, Pat Horgan, emporté par un anévrisme au cerveau, ce qui laisse sa mère Alice, seule pour soutenir quatre enfants.

### Jeunesse et études
Diplômé de l'Université Trent en 1983 et de l'université de Sydney en 1986, John Horgan revient par la suite à Ottawa pour occuper diverses fonctions, en premier lieu d'assistant parlementaire puis au sein du gouvernement du Canada.

### Assemblée législative de la Colombie-Britannique

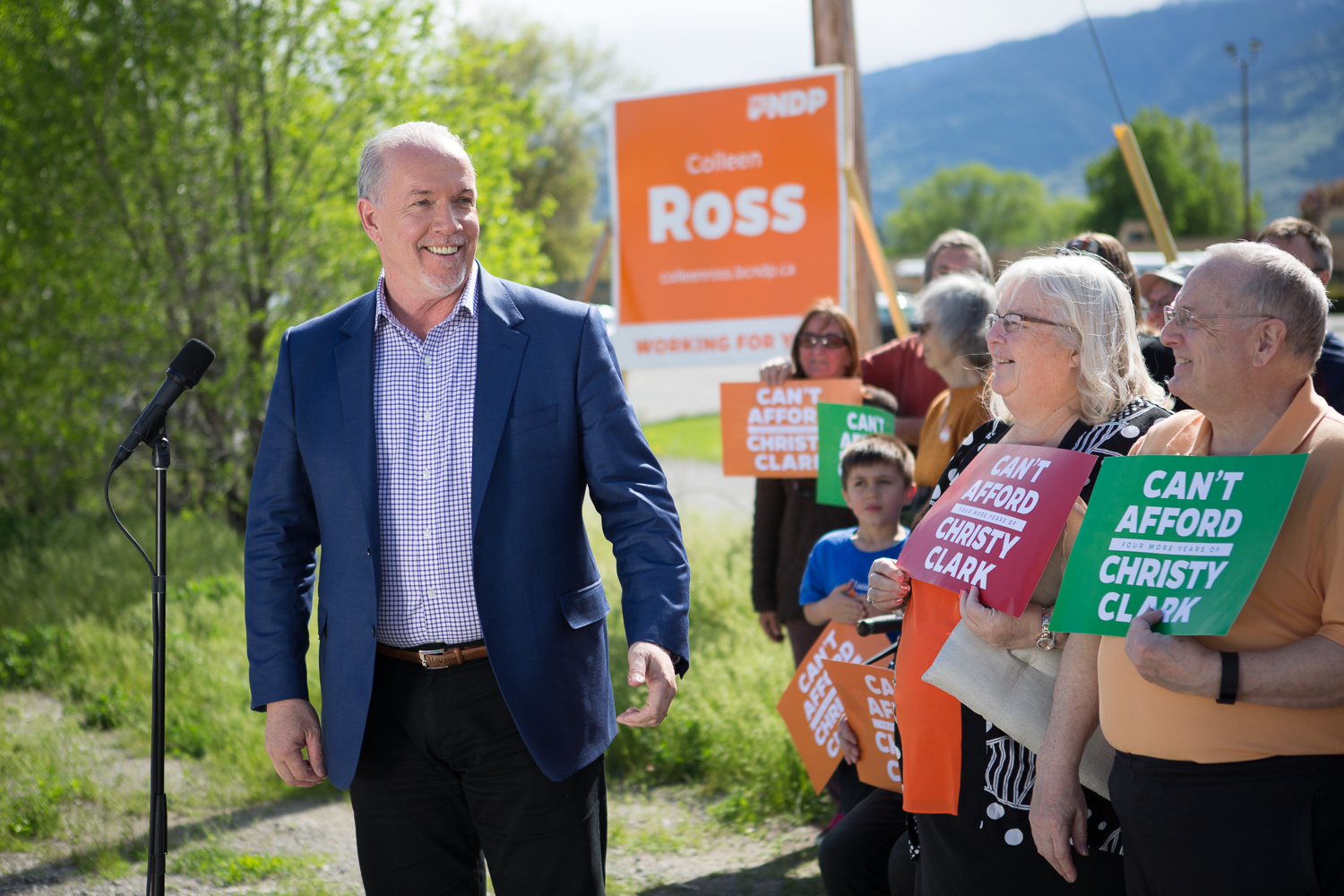
John Horgan faisant campagne à Osoyoos pour les élections générales de 2017.

Élu à l'Assemblée législative de la Colombie-Britannique lors des élections générales britanno-colombiennes de 2005 sous la bannière du Nouveau Parti démocratique de la Colombie-Britannique (NPD), John Horgan est réélu en 2009, 2013 et 2017.

### Premier ministre de la Colombie-Britannique

#### Premier mandat
Après son élection à la direction de la branche provinciale du NPD en 2014, John Horgan devient de facto chef de l'opposition officielle. Bien que le Parti libéral de la Colombie-Britannique remporte les élections de 2017, Horgan succède le 18 juillet 2017 à Christy Clark en tant que premier ministre de la Colombie-Britannique quelques mois après l'entrée en fonction de la législature, à la suite de la chute du gouvernement de Clark. En effet, les 41 députés du NPD s'allient au trois députés du Parti vert afin de faire tomber le gouvernement libéral, constitué de 43 députés.
Selon un sondage réalisé en 2019, John Horgan est le troisième dirigeant d'une province canadienne le plus populaire auprès de ses électeurs, avec 52 % des sondés se disant satisfaits, derrière François Legault du Québec (60 %) et Scott Moe de la Saskatchewan (59 %).

#### Élections anticipées et deuxième mandat
La lieutenante-gouverneure Janet Austin, sur demande de Horgan, déclenche des élections anticipées en septembre 2020, elles se tiennent un mois plus tard, le 24 octobre 2020, et donnent cette fois un mandat majoritaire au NPD, qui remporte 57 sièges. Il s'agit de la première majorité absolue du NPD au Canada depuis 1996, et de la première fois qu'un dirigeant du NPD est réélu.
Durant la campagne, sont abordés plusieurs enjeux, notamment celui de mettre fin ou non au monopole de l'assurance automobile détenu par l'assureur public provincial ou adopter un modèle d'assurance sans égard à la responsabilité (en).
Le 3 mars 2021, il dépose un projet de loi visant à améliorer la transparence lors des élections municipales. C'est ainsi que les partis politiques municipaux deviennent obligés de s'enregistrer et de publier leurs états financiers, y compris leur financement et leurs dépenses de campagne. Cette loi entre en vigueur le 1er octobre 2022.
Le 28 octobre 2021, il est annoncé que le premier ministre Horgan a découvert une tumeur à la gorge nécessitant une intervention chirurgicale. Celui-ci nomme alors Mike Farnworth (en) comme vice-premier ministre. La chirurgie complétée, il lui faut néanmoins suivre des traitements de radiothérapie. Il indique alors qu'il continuerait la majorité de ses travaux de premier ministre, parfois de manière virtuelle. 
Le 1er octobre 2022, entre en vigueur une loi obligeant tous les employeurs de travailleurs visés à la Loi sur les normes d'emploi de payer à ceux-ci un minimum de cinq jours de congé de maladie par année faisant de la Colombie-Britannique la première juridiction canadienne à offrir une telle protection à la quasi-totalité des employés de la province. 
Le 28 juin 2022, il annonce sa démission pour l'automne suivant, en raison de problèmes de santé. David Eby lui succède comme chef du NPD le 21 octobre suivant et comme premier ministre le 18 novembre. Le 9 février 2023, il annonce sa démission en tant que député provincial en mars et son retrait de la politique. Il quitte ses fonctions le 31 mars suivant.
Le 1er novembre 2023, il est nommé ambassadeur en Allemagne par le premier ministre Justin Trudeau, mais il renonce à son poste en juin 2024 pour des raisons de santé[réf. souhaitée].
John Horgan meurt le 12 novembre 2024 à l'hôpital Royal Jubilee (en) à Victoria,.